# Mănăstirea Hosios Lukas

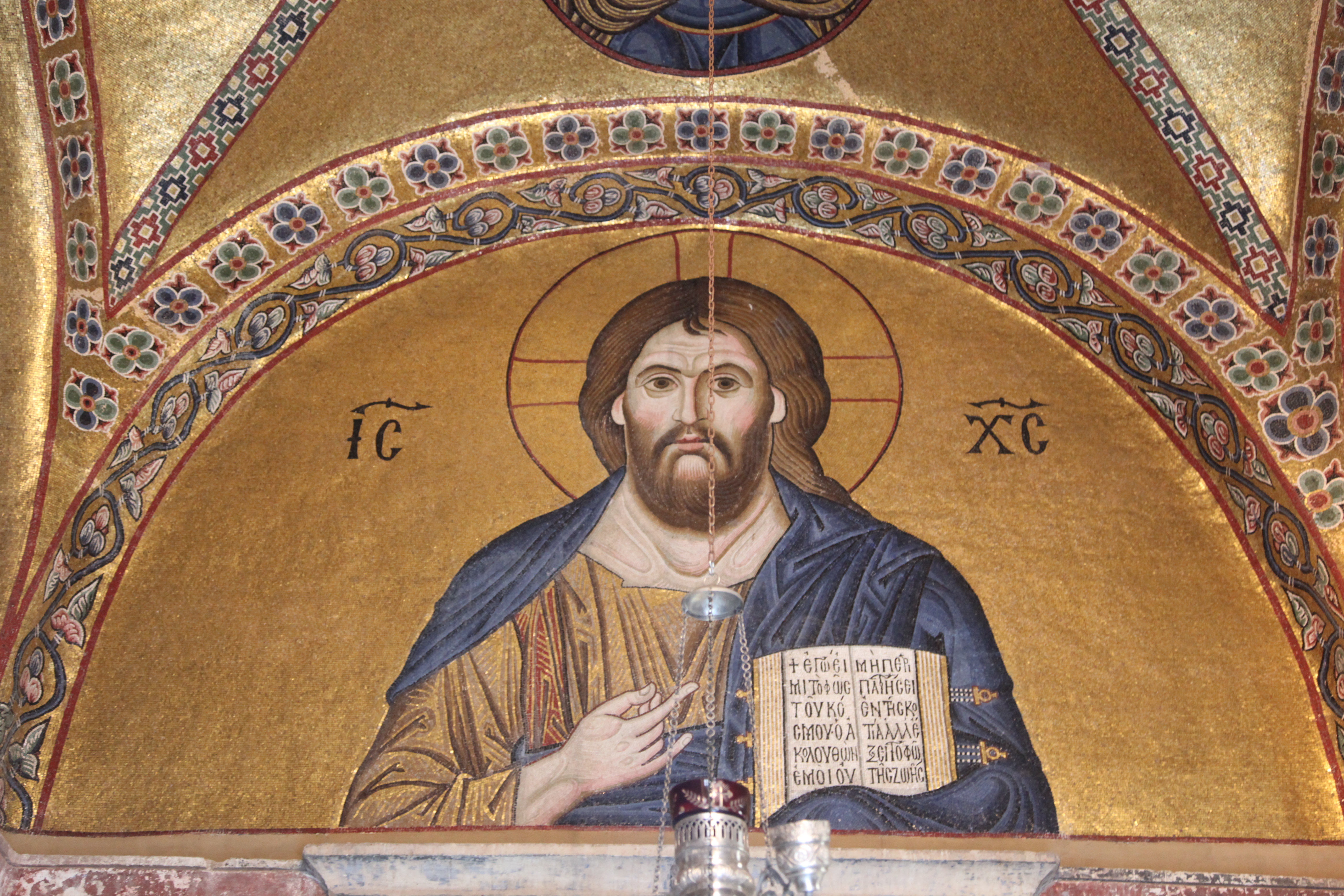
Iisus Pantocrator - mozaic pe fond auriu la Hosios Loukas

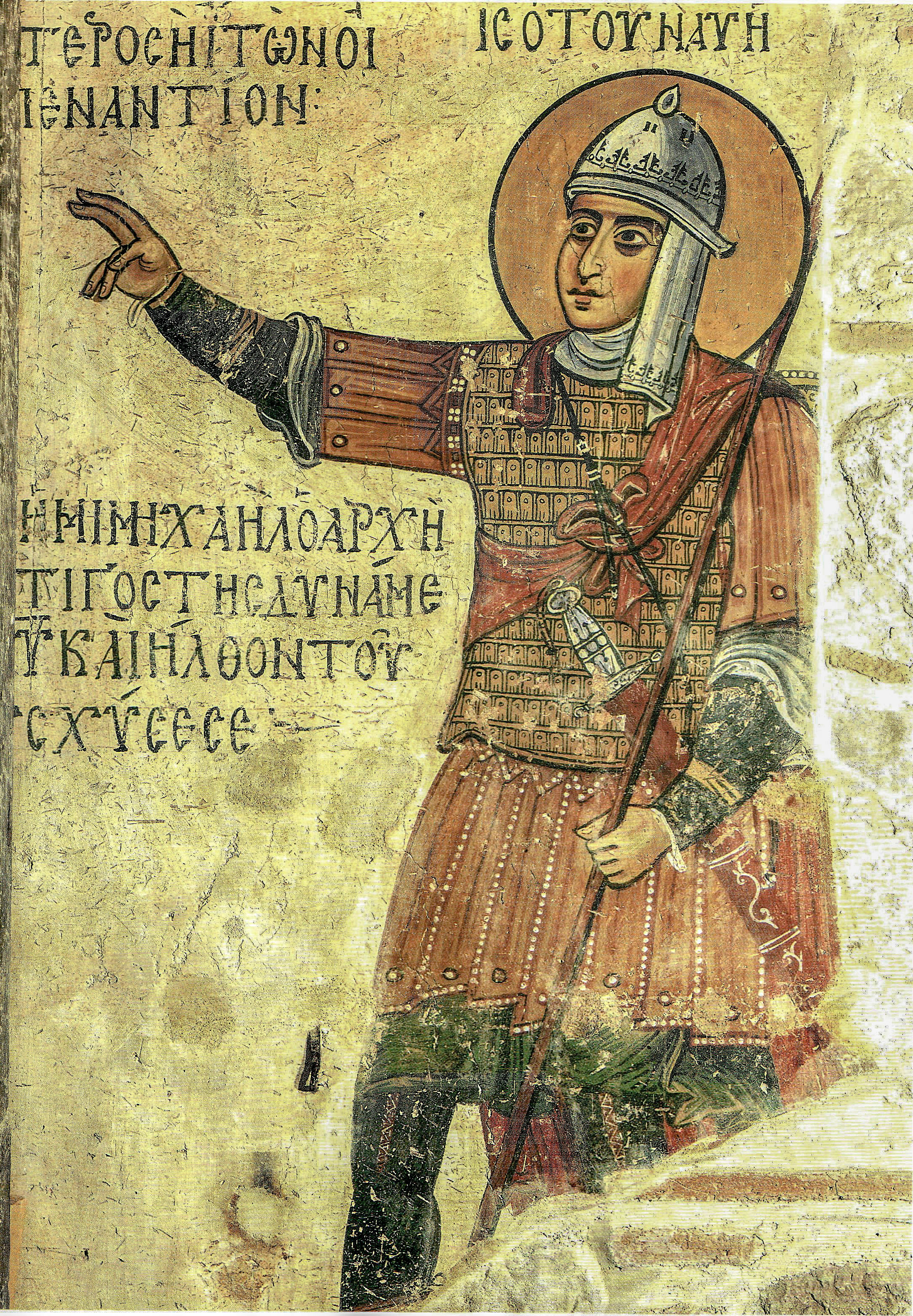
Iosua Navi înfățișat ca un soldat care poartă cămașă de zale klivanion cuirass și o sabie spathion dreaptă

Mănăstirea Hosios Lukas (greacă Ὅσιος Λουκᾶς) este o mănăstire situată în apropiere de orașul Distomo, în Prefectura Boeotia, Grecia. Este una dintre cele mai importante monumente de arhitectură și artă bizantină, care a fost înscrisă în Patrimoniului Mondial UNESCO, alături de mănăstirile Nea Moni și Daphni.
Este renumită pentru mozaicurile sale pe fond auriu, pentru frescele din secolul al XI-lea și pentru rafinamentul decorațiunilor sale: pavajele din marmură, jasp și porfir.

## Istoric
Dedicată fondatorului său, Sf. Luca, un pustnic din secolul al X-lea (ale cărui relicve pot fi văzute în criptă), mănăstirea Hosios Lukas este una dintre cele mai importante clădiri medievale din Grecia. A fost construită în 1011 pe fundațiile unei biserici din anul 944. Planul octogonal al bisericii principale a devenit o referință pentru arhitectura bizantină târzie.
Aceasta a fost ocupată de călugări latini în perioada francă, atunci când regiunea a fost dependentă de Ducatul de Atena.
Călugării ortodocși au luat locul călugărilor latini după cucerirea turcilor din secolul al XV-lea.
In 1821, Episcopul Isaia și-a declarat sprijinul pentru cauza independenței naționale.
Mănăstirea a fost jefuită de mai multe ori în diferite conflicte încă din Evul Mediu, și, uneori, a servit ca bază pentru lideri militari, cum ar fi în timpul revoltei Orlov. Tunurile expuse în curte stau drept mărturie a rolului său militar.
Mănăstirea este locuită în prezent de călugări ortodocși.